# Vuelta a España 1981
La 36.ª edición de la Vuelta a España se disputó del 21 de abril al 10 de mayo de 1981 con un recorrido de 3446 km dividido en un prólogo y 19 etapas, dos de ellas dobles, con inicio en Santander y final en Madrid.
Participaron 80 corredores repartidos en ocho equipos, de los que solo lograron finalizar la prueba 55 ciclistas.
El vencedor, el italiano Giovanni Battaglin, cubrió la prueba a una velocidad media de 35 135 km/h y junto al neoprofesional Régis Clère fueron los únicos que vistieron el maillot amarillo de líder de la carrera. Los españoles Pedro Muñoz, segundo, y Vicente Belda, tercero, le acompañaron en el podio final de Madrid.
Battaglin fue el único extranjero de renombre que acudió a esta edición de la Vuelta. Junto a él , Faustino Rupérez y Juan Fernández, eran los máximos candidatos al triunfo final. Aquel año el equipo Teka no acudió a la competición debido a diferencias con la organización, lo cual se tradujo en la ausencia de corredores como Marino Lejarreta y Alberto Fernández.
Durante las primeras etapas no hubo demasiada combatividad, y solo se vieron llegadas al sprint. Fue en estos días cuando tuvo lugar un curioso suceso cuando el ciclista Isidro Juárez se retiró de la carrera y los médicos descubrieron que tenía el fémur fracturado, curiosamente desde la Vuelta a Cantabria, celebrada una semana antes.
Battaglin se vestiría de amarillo en la 8.ª etapa, al término de la cronoescalada a Sierra Nevada. Solo el español Pedro Muñoz suponía ya una amenaza para el liderato del ciclista italiano. Sin embargo, en la 13.ª etapa, Battaglin daría una gran lección a sus rivales y sentenciaría la Vuelta a España, convirtiéndose así en el tercer italiano en ganar la ronda española.
Francisco Javier Cedena fue el vencedor en las clasificaciones por puntos y José Luis Laguía logró la victoria en la clasificación de la montaña.

## Etapas
| Etapa   | Fecha       | Recorrido                         | Km         | Ganador                 | Líder              |
| Prólogo | 21 de abril | Santander                         | 6,3 (CRI)  | Régis Clère             | Régis Clère        |
| 1.ª     | 22 de abril | Santander-Avilés                  | 221        | Guido Bontempi          | Régis Clère        |
| 2.ª     | 23 de abril | Avilés-León                       | 159        | Alfredo Chinetti        | Régis Clère        |
| 3.ª     | 24 de abril | León-Salamanca                    | 195        | Guido Bontempi          | Régis Clère        |
| 4.ª     | 25 de abril | Salamanca-Cáceres                 | 206        | Celestino Prieto        | Régis Clère        |
| 5.ª     | 26 de abril | Cáceres-Mérida                    | 152        | Heddie Nieuwdorp        | Régis Clère        |
| 6.ª     | 27 de abril | Mérida-Sevilla                    | 199        | Jos Lammertink          | Régis Clère        |
| 7.ª     | 28 de abril | Écija-Jaén                        | 181        | Juan Fernández          | Régis Clère        |
| 8.ªa    | 29 de abril | Jaén-Granada                      | 100        | José María Yurrebaso    | Régis Clère        |
| 8.ªb    | 29 de abril | Granada-Sierra Nevada             | 30,5 (CRI) | Giovanni Battaglin      | Giovanni Battaglin |
| 9.ª     | 30 de abril | Baza-Murcia                       | 204        | Imanol Murga            | Giovanni Battaglin |
| 10.ª    | 1 de mayo   | Murcia-Almusafes                  | 223        | Kim Andersen            | Giovanni Battaglin |
| 11.ª    | 2 de mayo   | Almusafes-Peñíscola               | 193        | Jesús Suárez Cueva      | Giovanni Battaglin |
| 12.ª    | 3 de mayo   | Peñíscola-Esparraguera            | 217        | Frédéric Vichot         | Giovanni Battaglin |
| 13.ª    | 4 de mayo   | Esparraguera-Rasos de Peguera     | 187        | Vicente Belda           | Giovanni Battaglin |
| 14.ª    | 5 de mayo   | Gironella-Balaguer                | 197        | José Luis López Cerrón  | Giovanni Battaglin |
| 15.ªa   | 6 de mayo   | Balaguer-Alfajarín                | 146        | Pedro Muñoz Machín      | Giovanni Battaglin |
| 15.ªb   | 6 de mayo   | Zaragoza                          | 11,3 (CRI) | Régis Clère             | Giovanni Battaglin |
| 16.ª    | 7 de mayo   | Calatayud-Torrejón de Ardoz       | 209        | Álvaro Pino             | Giovanni Battaglin |
| 17.ª    | 8 de mayo   | Torrejón de Ardoz-Segovia         | 150        | Miguel María Lasa       | Giovanni Battaglin |
| 18.ª    | 9 de mayo   | Segovia-Los Ángeles de San Rafael | 175        | Ángel Arroyo            | Giovanni Battaglin |
| 19.ª    | 10 de mayo  | Madrid                            | 84         | Francisco Javier Cedena | Giovanni Battaglin |

## Equipos participantes
| Equipo       | Jefe de filas            |
| Colchón C.R. | Enrique Martínez Heredia |
| Zor - Helios | Faustino Rupérez         |
| Inoxpran     | Giovanni Battaglin       |
| Kelme        | Juan Fernández           |

| Equipo             | Jefe de filas    |
| HB Alarmsystemen   | Jos Lammertink   |
| Reynolds - Galli   | José Luis Laguía |
| Miko - Mercier     | Régis Clère      |
| Hueso - Manzaneque | Hugues Grondin   |

## Clasificaciones
En esta edición de la Vuelta a España se diputaron cinco clasificaciones que dieron los siguientes resultados:
| \| 1. \| Giovanni Battaglin \| Italia \| INO \| 98h 04' 49" \| \| \| 2. \| Pedro Muñoz \| Bandera de España \| ZOR \| + 2' 09" \| \| \| 3. \| Vicente Belda \| Bandera de España \| KEL \| + 2' 29" \| \| \| 4. \| Jorgen Marcussen \| Dinamarca \| INO \| + 3' 33" \| \| \| 5. \| Antonio Coll \| Bandera de España \| COL \| + 4' 26" \| \| \| 6. \| Ángel Arroyo \| Bandera de España \| ZOR \| + 4' 30" \| \| \| 7. \| José Luis Laguía \| Bandera de España \| REY \| + 6' 05" \| \| \| 8. \| Faustino Rupérez \| Bandera de España \| ZOR \| + 7' 09" \| \| \| 9. \| Régis Clère \| Francia \| MIK \| a 7' 23s \| \| \| 10. \| Miguel María Lasa \| Bandera de España \| ZOR \| + 10' 54" \| \| |                    |                   |     |             |  |
| 1. | Giovanni Battaglin | Italia            | INO | 98h 04' 49" |  |
| 2. | Pedro Muñoz        | Bandera de España | ZOR | + 2' 09"    |  |
| 3. | Vicente Belda      | Bandera de España | KEL | + 2' 29"    |  |
| 4. | Jorgen Marcussen   | Dinamarca         | INO | + 3' 33"    |  |
| 5. | Antonio Coll       | Bandera de España | COL | + 4' 26"    |  |
| 6. | Ángel Arroyo       | Bandera de España | ZOR | + 4' 30"    |  |
| 7. | José Luis Laguía   | Bandera de España | REY | + 6' 05"    |  |
| 8. | Faustino Rupérez   | Bandera de España | ZOR | + 7' 09"    |  |
| 9. | Régis Clère        | Francia           | MIK | a 7' 23s    |  |
| 10. | Miguel María Lasa  | Bandera de España | ZOR | + 10' 54"   |  |

| \| 1. \| Francisco Javier Cedena \| \| COL \| 211 puntos \| \| 2. \| Jesús Suárez Cueva \| \| KEL \| 137 puntos \| \| 3. \| Miguel María Lasa \| \| ZOR \| 134 puntos \| |                         |                   |     |            |
| 1. | Francisco Javier Cedena | Bandera de España | COL | 211 puntos |
| 2. | Jesús Suárez Cueva      | Bandera de España | KEL | 137 puntos |
| 3. | Miguel María Lasa       | Bandera de España | ZOR | 134 puntos |

| \| 1. \| José Luis Laguía \| \| REY \| 144 puntos \| \| 2. \| Vicente Belda \| \| KEL \| 98 puntos \| \| 3. \| José Luis López Cerrón \| \| ZOR \| 69 puntos \| |                        |                   |     |            |
| 1. | José Luis Laguía       | Bandera de España | REY | 144 puntos |
| 2. | Vicente Belda          | Bandera de España | KEL | 98 puntos  |
| 3. | José Luis López Cerrón | Bandera de España | ZOR | 69 puntos  |

| \| 1. \| Hugues Grondin \| Francia \| HUE \| 43 puntos \| |                |         |     |           |
| 1.                                                        | Hugues Grondin | Francia | HUE | 43 puntos |

| \| 1. \| Zor - Helios - Novostil \| \| ZOR \| 294h 09' 15s \| \| 2. \| - \| - \| - \| - \| \| 3. \| - \| - \| - \| - \| |                         |                   |     |              |
| 1. | Zor - Helios - Novostil | Bandera de España | ZOR | 294h 09' 15s |
| 2. | -                       | -                 | -   | -            |
| 3. | -                       | -                 | -   | -            |

## Banda sonora
TVE cubre esta prueba escogiendo como banda sonora la canción "Don't stop the music", del grupo tecno Yarbrough & Peoples.